# 이파칭가

이파칭가의 위치

이파칭가(포르투갈어: Ipatinga, 문화어: 이빠띵가)는 브라질 미나스제라이스주의 도시로 면적은 165.509km2, 인구는 244,508명(2009년 기준), 인구 밀도는 1,440명/km2이다. 도시가 설립된 시기는 1964년 4월 29일이다.